# Parachalciope albifissa
Parachalciope albifissa là một loài bướm đêm trong họ Noctuidae.